# Linka 11 (tramvaj v Île-de-France)
 

Geograficky přesná mapa dráhy

Citadis Dualis u Villetaneuse-Université

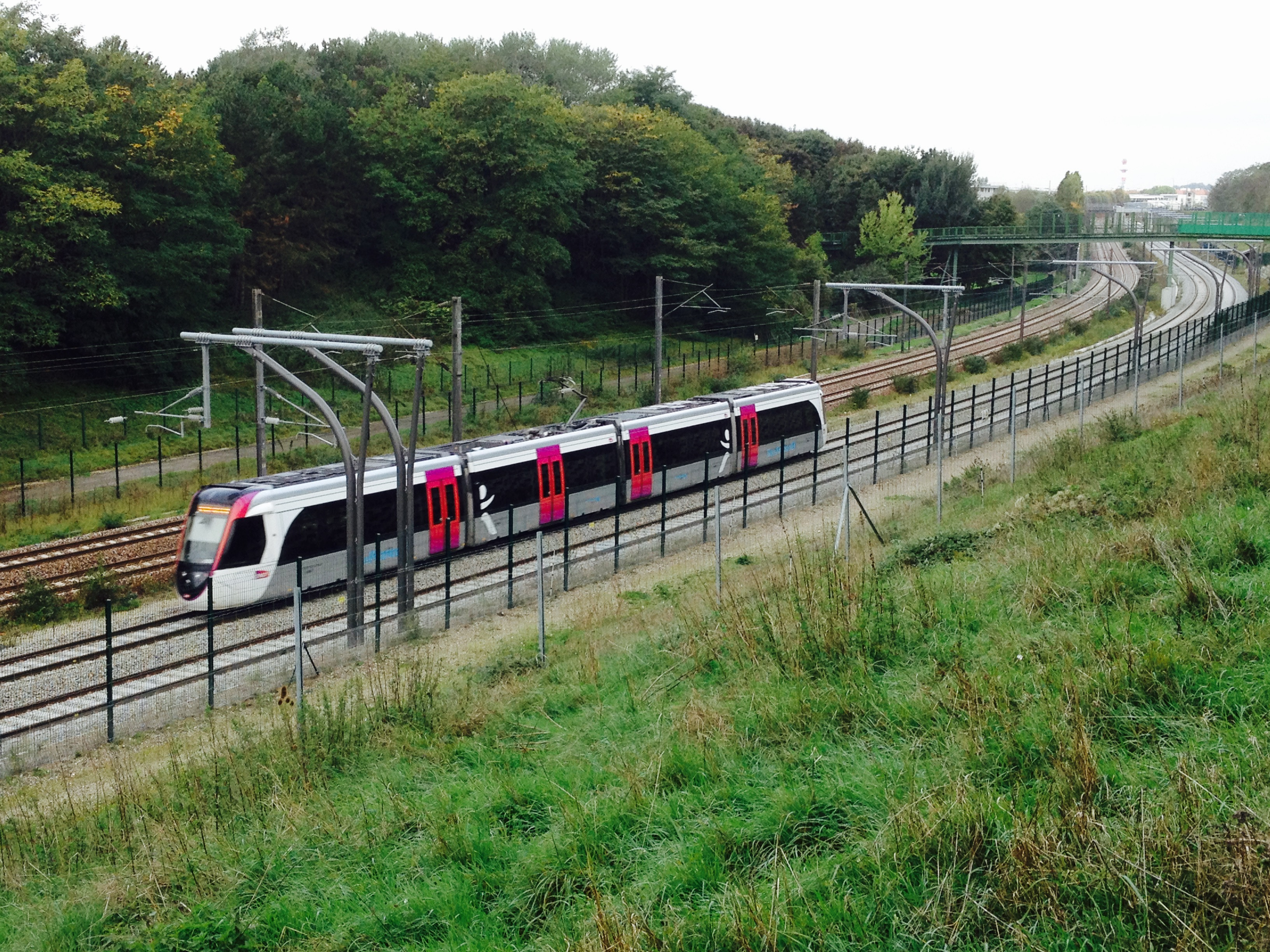
Trať linky 11 u La Courneuve

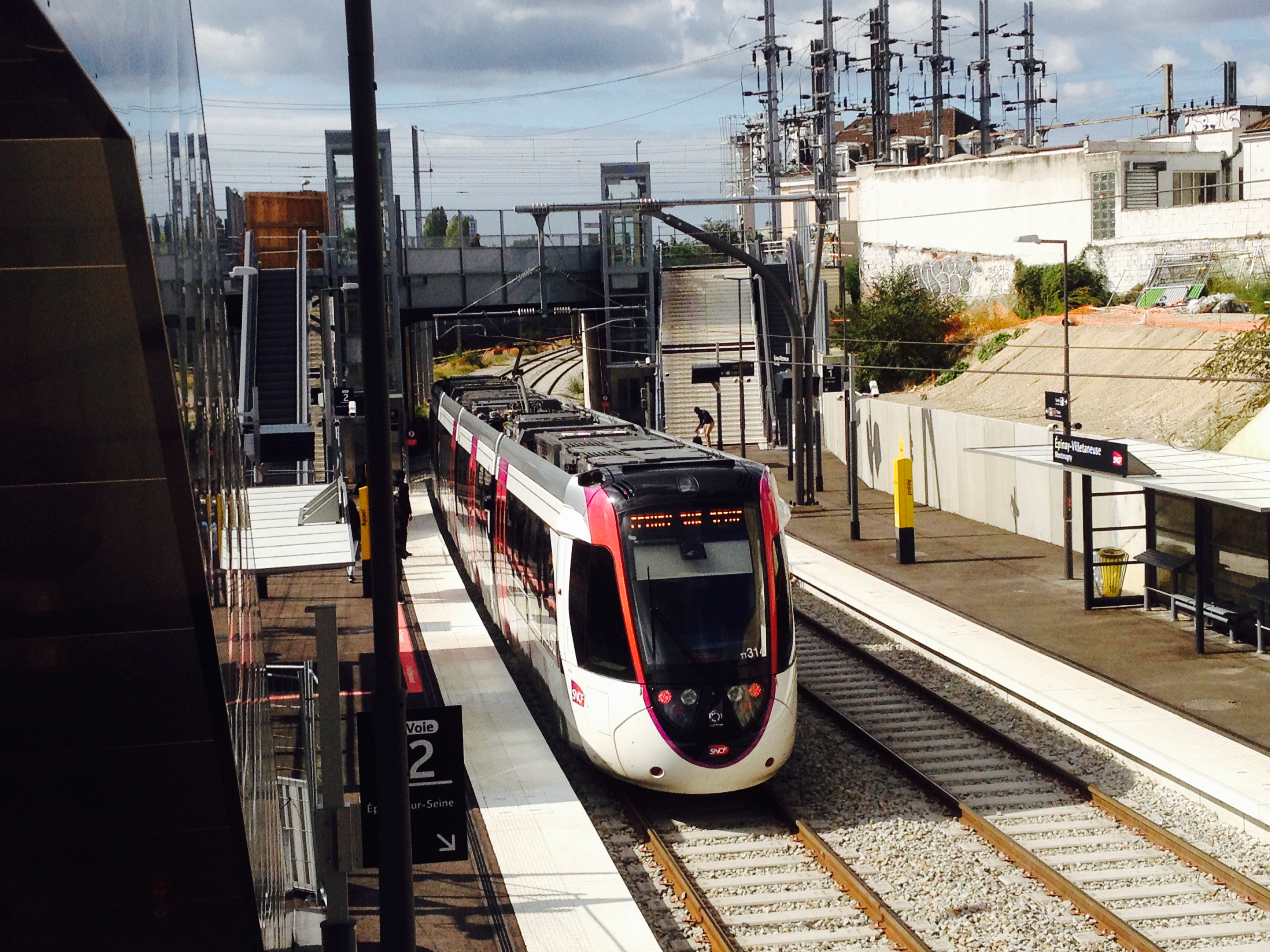
Zastávka Épinay - Villetaneuse

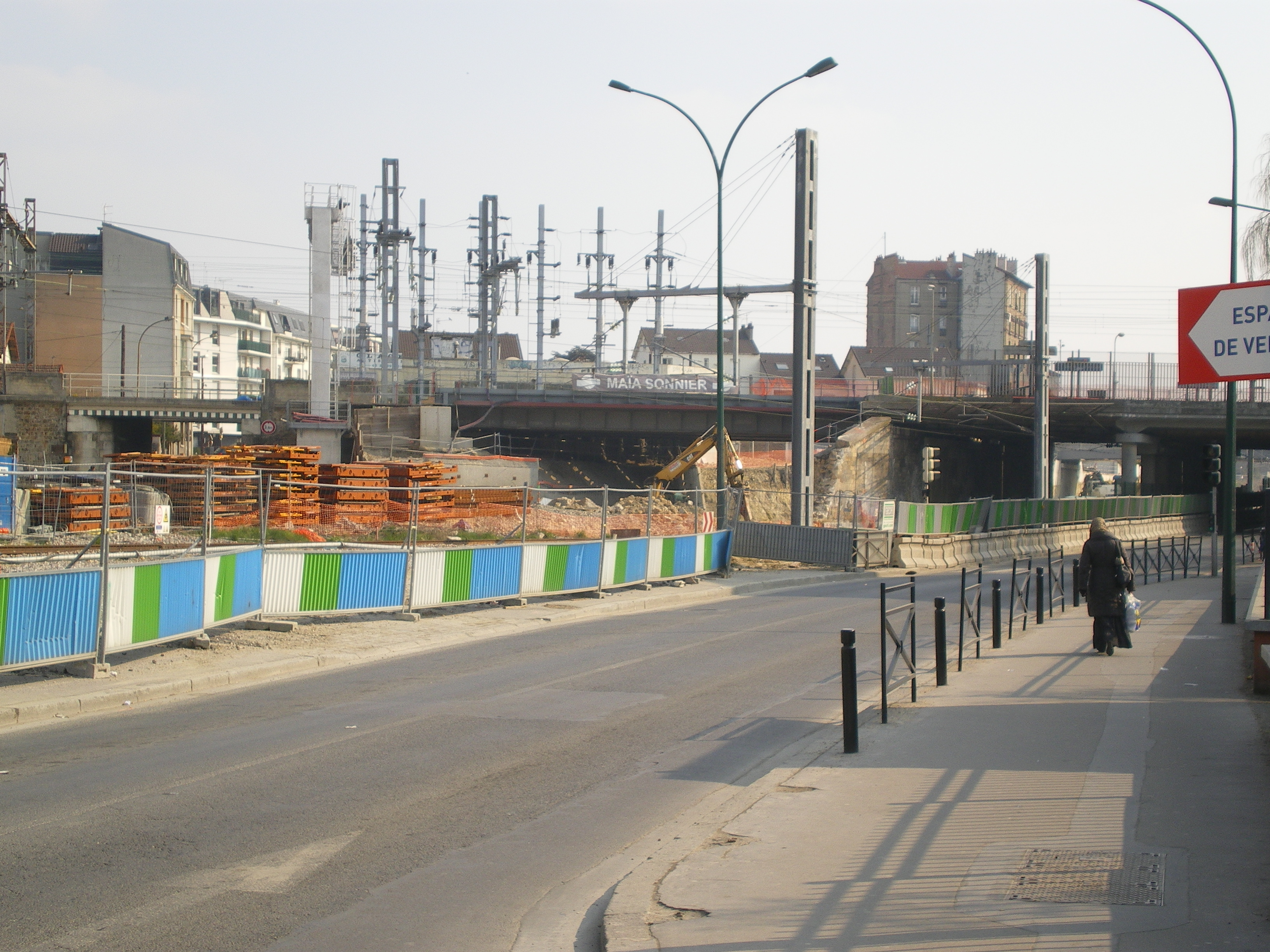
Stavba tratě v Épinay - Villetaneuse

Linka 11 je jednou z linek tramvajové dopravy v regionu Île-de-France a zároveň jednou ze tří linek systému Tram Express. V systému MHD je značena oranžovou barvou, její délka je 11 km, má celkem 7 zastávek a provozuje ji společnost Keolis. Provoz byl zahájen 1. července 2017 po sedmi letech stavebních prací. V roce 2019 linku využilo šest miliónů cestujících.

## Historie
Projekt nové rychlodrážní tramvajové tangenciální linky vedoucí podél trati Grande Ceinture byl schválen v roce 2008. STIF (nyní Île-de-France Mobilités) zveřejnila v roce 2014 časový harmonogram, podle kterého měl být provoz na lince s tehdejším názvem Tram Express Nord zahájen nejpozději v roce 2020. Samotné stavební práce byly zahájeny už v roce 2010, provoz byl zahájen o sedm let později.

## Trať
Trať je dlouhá 11 kilometrů a vede podél Grande Ceinture, což je železniční obchvat Paříže využívaný především nákladními vlaky. Linka spojuje města Épinay-sur-Seine, Montmagny, Villetaneuse, Pierrefitte, Stains, Dugny, La Courneuve, Le Bourget a Drancy v departementech Seine-Saint-Denis a Val-d'Oise severně od Paříže. Cesta z konečné na konečnou zabere 15 minut, průměrná vzdálenost mezi zastávkami je 2 150 metrů.

Plán linky 11

## Další rozvoj
Île-de-France Mobilités plánuje výrazné prodloužení linky 11 z obou současných konečných. Na rok 2024 je naplánováno otevření úseku z Le Bourget do Noisy-le-Sec (Seine-Saint-Denis) a v roce 2027 bude uveden do provozu poslední úsek z Épinay-sur-Seine do Sartrouville (Yvelines).

Plán linky 11 po úplném dokončení

## Vozový park
Provoz na lince 11 zajišťuje 15 čtyřčlánkových tramvají Alstom Citadis Dualis. Vozidla jsou 42 metrů dlouhá, 2,65 metru široká a pojmou 250 cestujících (4 cestující na m2). Stejný typ vozidel slouží i na lince 4.